# Challenger de Lexington 2015
El torneo Kentucky Bank Tennis Championships 2015 es un torneo profesional de tenis. Pertenece al ATP Challenger Series 2015. Se disputará su 20.ª edición sobre superficie dura, en Lexington, Estados Unidos entre el 27 de julio al 2 de agosto de 2015.

## Jugadores participantes del cuadro de individuales
| Favorito | País                      | Jugador            | Rank1 | Posición en el torneo |
| -------- | ------------------------- | ------------------ | ----- | --------------------- |
| 1        | Bandera del Reino Unido   | James Ward         | 93    | Primera ronda         |
| 2        | Bandera de Australia      | John Millman       | 97    | CAMPEÓN               |
| 3        | Bandera de Japón          | Tatsuma Ito        | 105   | Baja                  |
| 4        | Bandera de Estados Unidos | Bjorn Fratangelo   | 125   | Semifinales           |
| 5        | Bandera de Japón          | Yoshihito Nishioka | 145   | Cuartos de final      |
| 6        | Bandera de la India       | Yuki Bhambri       | 151   | Cuartos de final      |
| 7        | Bandera del Reino Unido   | Liam Broady        | 159   | Segunda ronda         |
| 8        | Bandera de Brasil         | Guilherme Clezar   | 161   | Cuartos de final      |

- 1 Se ha tomado en cuenta el ranking del 20 de julio de 2015.

### Otros participantes
Los siguientes jugadores recibieron una invitación (wild card), por lo tanto ingresan directamente al cuadro principal (WC):
- Mitchell Krueger
- Eric Quigley
- Omar Jasika
- Tom Jomby

Los siguientes jugadores ingresan al cuadro principal tras disputar el cuadro clasificatorio (Q):
- Carsten Ball
- Alex Kuznetsov
- Matija Pecotić
- Noah Rubin

## Campeones

### Individual Masculino
- John Millman derrotó en la final a  Yasutaka Uchiyama, 6–3, 3–6, 6–4

### Dobles Masculino
- Carsten Ball /  Brydan Klein derrotaron en la final a  Dean O'Brien /  Ruan Roelofse, 6-4, 7-6(7-4)